# Droits de l'homme aux Kiribati
Les droits de l'homme aux Kiribati sont ceux d'un régime parlementaire dont l'essentiel de la législation est d'origine britannique (avant 1979) et qui a adopté et respecté une constitution démocratique et républicaine depuis son indépendance le 12 juillet 1979 et sa précédente séparation des îles Ellice, restées royaume des Tuvalu. Cependant, les partis d'opposition se plaignent souvent de la liberté de la presse (faible et peu indépendante), de l'existence d'une seule radio nationale jusqu'à récemment, de l'absence totale de télévision hertzienne (et quasiment satellitaire à moins de disposer de paraboles surdimensionnées) et de l'absence de « culture politique », avec des partis politiques faibles et changeants. Enfin, ayant conservé la loi britannique sur les actes indécents, la sodomie (et donc l'homosexualité masculine) y est interdite et est (en théorie) réprimée en droit. Cela reste un des rares tabous majeurs de cette société égalitaire où l'institution de la mwaneaba a pourtant permis depuis des temps préhistoriques, l'institution de débats parlementaires et judiciaires intenses et modérés et la quasi absence de seigneuries (bien avant la démocratie grecque), comme l'a souligné Marcel Detienne dans Qui veut prendre la parole ?. La Haute Cour de justice, qui siège à Betio, avec robes et perruques, est présidée par un Chief Justice australien et catholique pratiquant : l'athéisme ou même la non-participation à des activités religieuses sont également très mal vues et susceptibles d'amendes coutumières. Enfin, l'adoption internationale est rare malgré la pratique généralisée du don d'enfants : les orphelins n'existent pas (comme le mot en gilbertin). Un certain machisme doit également être souligné, notamment dans la répartition des tâches et le marché du travail : l'égalité des chances est rare dans une République où seulement trois députées sont élues (2011) sur 46 députés.